# Walter Day
Walter Aldro Day, Jr. (nacido el 14 de mayo de 1949) es un empresario estadounidense, historiador y fundador de Twin Galaxies, una organización estadounidense que rastrea los récords mundiales de videojuegos y lleva a cabo un programa de promociones de juegos electrónicos. Day es una autoridad en los registros de puntuación de videojuegos, quien en 2010 se retiró de la industria para seguir una carrera en la música.

## Primeros años
Day nació en Oakland, California, el 14 de mayo de 1949. Su padre trabajó para el gobierno federal de los Estados Unidos como comprador de motores a reacción. Day se matriculó en Salem State College en 1967 y dejó la universidad en 1978 sin obtener un título. Luego se mudó a la ciudad de Boston y siguió la práctica de la Meditación trascendental.

## Carrera
Day ha tenido varias profesiones y pasatiempos durante su vida, incluyendo ser un comerciante de petróleo, propietario, vendedor de periódicos vintage, músico y propietario de videojuegos arcade.
Después de mudarse a la ciudad de Fairfield, Iowa, Day vendió periódicos conmemorativos para ganarse la vida y en 1980 se trasladó a Houston, Texas, para convertirse en un operador de futuros de petróleo. Desanimado, Day regresó a Fairfield y se convirtió en propietario y compró la sala de juegos Twin Galaxies en Ottumwa, Iowa, en 1981. Después de leer el número del 18 de enero de 1982 de la revista Time, que presentaba videojuegos en su portada, Day se inspiró para crear una base de datos internacional de marcadores. Según el sitio web de la compañía Day, en seis meses recibía de 50 a 75 llamadas telefónicas por día de jugadores de videojuegos de todo el mundo que querían informar sus puntajes más altos. Más tarde, Day se convirtió en "conocido como el rey de las estadísticas de los videojuegos" y su marcador se publicó en la revista Joystik y Video Games todos los meses.

### Participación en los Récords Mundiales Guinness
A partir del verano de 1983, Walter Day se convirtió en el proveedor oficial de puntajes de videojuegos verificado para Guinness World Records. Era la primera vez que Guinness World Records había reconocido a los videojuegos como una categoría válida, citando los problemas que enfrentaban las diferentes versiones de los juegos, así como una gran cantidad de errores, y la imposibilidad de verificar los reclamos de los videojuegos a través del correo . La organización de Walter Day, Twin Galaxies, fue capaz de proporcionar Guinness World Records con puntajes verificados que fueron adjudicados en persona durante una serie de concursos anuales celebrados cada verano entre 1983 y 1985. David Boehm, entonces editor de Guinness World Records, nombró a Day como Guinness 'Assistant-Editor' a cargo de los puntajes y registros de los videojuegos. Los registros mundiales verificados aparecieron en las ediciones de 1984 a 1986 del Libro Guinness de los Récords Mundiales. Day cerró su arcade de Ottumwa en 1984 pero continuó sus actividades internacionales manteniendo su compañía a través Twin Galaxies. Day representó a Guinness World Records el 2 de julio de 1985, en Victoria BC, Canadá, cuando Mark Sutton fue proclamado el nuevo plusmarquista del récord mundial después una temporada exitosa de 488 días posada sobre un poste.
Day también verificó los récords competitivos de fútbol de mesa y condujo en 1985 el Concurso Twin Galaxies Iron Man, en el que 10 competidores intentaron mantener un solo juego durante 100 horas en un trimestre con la esperanza de ganar $ 10,000.
En noviembre de 2004, Day unió fuerzas con el editor de ciencia y tecnología Guinness World Records David Hawksett en el evento Dreamhack 2004 LAN de Suecia para verificar un nuevo récord mundial en la mayor cantidad de computadoras separadas conectadas en una sola red LAN.
En 2008, el largo trabajo de Day como adjudicador de videojuegos y pionero de eSports inspiró la creación de los Guinness World Records-Gamer's Edition.
El 11 de agosto de 2017, en Helsinki, Finlandia, Day subió al escenario durante las ceremonias de ciencia ficción Hugo Awards para presentar una cita de Guinness World Records que reconoció a los Hugo Awards como el premio de ciencia ficción de más larga data de la historia. Esta misma presentación se repitió el año siguiente cuando Day presentó este mismo premio nuevamente el 16 de agosto de 2018, durante las festividades de los Hugo Awards 2018 en San José, California.
El 14 de octubre de 2017, Day presentó una cita de Guinness World Records en Pinball Expo en Chicago, Illinois, reconociendo la Pinball Expo, que se fundó en 1985, como el evento de pinball de más larga data de la historia.

### Carrera en el cine y televisión
Apareciendo en aproximadamente 20 películas documentales como él mismo, el papel de Day como el primer pionero de eSports se ha examinado a fondo en la pantalla grande. Sus proyectos históricos que usan periódicos clásicos, anuarios de la escuela secundaria, tarjetas de visita antiguas y tarjetas comerciales conmemorativas también han aparecido en la pantalla grande, así como en más de 100 transmisiones de noticias de televisión. Una lista parcial de sus apariciones en documentales incluye: Icons (2002), Coin-Op TV (2007), Chasing Ghosts: Beyond the Arcade (2007), The King of Kong: A Fistful of Quarters (2007), Frag (2008), The Video Craze (2013), Gamer Age (2014), The King of Arcades (2015), Nintendo Quest (2015) y Man vs Snake (2015). También ha aparecido en programas de televisión nacionales como The Bob Braun Show (1982), That's Incredible (1983) de ABC-TV, Entertainment Tonight (1985), PM Magazine (1987), CBS This Morning (1988) y Gary Collins’ Hour Magazine (1989).  El documental de la carrera de videojuegos de Walter Day filmada por Lewis Wilson y John Sorflaten en 1982 y 1983 se considera el primer intento conocido de filmar un documental sobre la floreciente cultura de los videojuegos. Esa película de época fue el material original utilizado ampliamente en Chasing Ghosts: Beyond the Arcade y The King of Kong: A Fistful of Quarters.

### Carrera aficionada del rag Piano
Entre 1973 y principios de los 80, Day disfrutó de una breve carrera como pianista amateur de ragtime, actuando públicamente en Massachusetts (Beverly y Salem), Estado de Nueva York (Livingstone Manor y South Fallsburg), Francia (Avoriaz y Le Plagne), Suiza (Brunnen) , Leysin, St. Moritz y Arosa) y Fairfield, Iowa. Fue autodidacta y dominó la forma memorizando las canciones, una hazaña que a menudo requería 8 horas de práctica por día. Sus tres presentaciones más destacadas fueron en Salem State College Music Festival, Salem, MA, 22 de octubre de 1975, la Celebración de Primavera inaugural, celebrada en el Campus MIU (ahora MUM) en el nuevo Mahanishi Patanjali Golden Dome of Pure Knowledge, marzo de 1980, y el concierto "Legendary Walter Day Plays Ragtime" en la Capilla Barhydt, MUM Campus, Fairfield, Iowa, 13 de abril de 1980. 

### Otros proyectos
En 1997, Day creó un volumen de 984 páginas de puntajes récord de videojuegos y creó un equipo de voluntarios para verificar las puntuaciones en todo el país. Day y su equipo crearon el primer libro de reglas para juegos electrónicos competitivos, y su compañía Twin Galaxies produjo un libro anual de registros y reglas de 1,000 páginas. Una segunda edición, de 1000 páginas fue publicada en 2007. La publicación se ha convertido en el "libro de registro oficial para la industria mundial del juego electrónico". Day apareció en "cientos" de reuniones y competiciones de videojuegos vistiendo una camiseta de árbitro con rayas blancas y negras y se convirtió en una figura "icónica" en el mantenimiento de registros de videojuegos.
En agosto de 2005, Day dirigió un contingente de jugadores de videojuegos a Francia para emitir un desafío formal de videojuego que involucraba a jugadores de videojuegos en Londres y París. Day fue presentado en un documental en tres partes filmado por VBS.tv y publicado en Internet en 2009, bajo el título Walter Day: Twin Galaxies and the Two Golden Domes.  Las contribuciones de Day a la industria de los videojuegos fueron retratadas en los documentales de 2007 The King of Kong: A Fistful of Quarters y Chasing Ghosts: Beyond the Arcade.
Day se retiró de la industria de los videojuegos en mayo de 2010 para seguir una carrera en la música. Desde entonces Day ha ayudado a establecer el Salón Internacional de la Fama de los Videojuegos en Ottumwa, y asistió a la exposición de arte de videojuegos en el Museo Smithsoniano de Arte Americano.

## Trivia
Day es ampliamente reconocido como la inspiración para el Sr. Litwak, el amado dueño de los recreativos en la película de animación Wreck-It Ralph de Disney lanzada en noviembre de 2012.
El autor de Ready Player One, Ernest Cline, dice que Walter Day (junto con Twin Galaxies y Billy Mitchell) fueron la inspiración para escribir su historia en 2011, que luego se convirtió en una película de ciencia ficción de Steven Spielberg en 2018. 